# Centralamazonas
Centralamazonas är ett världsarv och är det största skyddade området i Amazonas. Totalt omfattar Centralamazonas 6 miljoner hektar regnskog.
| Område            | Upptaget år | Areal (ha) | Andel (%) |
| Amanã             | 2003        | 2 350 000  | 45        |
| Anavilhanas       | 2003        | 350 018    | 7         |
| Jaús nationalpark | 2000        | 2 272 000  | 43        |
| Mamairauá         | 2003        | 260 000    | 5         |
| Samtliga områden  |             | 5 232 018  |           |